# 背开柱站
背开柱站是位于云南省曲靖市宣威市双河乡大桥村的一个铁路车站，邮政编码655423。有沪昆铁路经过该站，车站隶属成都铁路局，不办理客货运业务，有路用通勤车停靠，是五等站。
车站随贵昆铁路于1966年建成通车。从云南、贵阳界河可渡河天生桥至木戛站区间设有三层展线，以从位于可渡河河谷的可渡河特大桥经老虎嘴隧道后沿沙拉河两岸山坡逐步抬升线路高度，并在河左岸、展线底层设荷马岭站，右岸、展线中层设背开柱站。
2012年12月6日沪昆铁路六盘水-沾益间复线开通，车站迁往沙拉河左岸原荷马岭站下行侧。本站至天生桥区间新建司马地隧道和天生桥特大桥，荷马岭站撤销；站场下行侧至且午站区间新建全长12.214公里的三联隧道和北口隧道，区间原木戛站、田坝站、邓家村站撤销。2016年2月，宣威市人大通过决议，将原贵昆铁路原田坝站至天生桥段列入历史文化旅游资源。